# Anomochilus leonardi
Pour les articles homonymes, voir Leonardi (homonymie).
Espèce
Statut de conservation UICN

 LC  : Préoccupation mineure
Anomochilus leonardi est une espèce de serpents de la famille des Anomochilidae.

## Répartition
Cette espèce est endémique de Malaisie. Elle se rencontre en Malaisie péninsulaire et au Sabah à Bornéo.

## Publication originale
- Smith, 1940 : A new snake of the genus Anomochilus from the Malay Peninsula. Annals and Magazine of Natural History, ser. 11, vol. 6, p. 447-449.